# Ítalo Pizarro
Italo Pizarro Dasso (Viña del Mar, Chile, 23 de junio de 1995), es un exfutbolista chileno que jugaba de lateral derecho.

## Trayectoria
Nacido en las huestes del club oro y cielo, este muchacho que se desepeña de lateral derecho y también puede hacerlo de volante por la misma banda, debuta de la mano del técnico Carlos Medina en la temporada 2014/2015 de la Primera B de Chile. Anotó su primer gol mediante un golpe de cabeza en esta misma temporada.

## Clubes
| Club                      | Div.       | Temporada  | Liga  | Liga  | Copas nacionales | Copas nacionales | Torneos internacionales | Torneos internacionales | Total | Total |
| Club                      | Div.       | Temporada  | Part. | Goles | Part.            | Goles            | Part.                   | Goles                   | Part. | Goles |
| ------------------------- | ---------- | ---------- | ----- | ----- | ---------------- | ---------------- | ----------------------- | ----------------------- | ----- | ----- |
| Everton · Chile           | 2.ª        | 2014-15    | 13    | 1     | 1                | 0                | —                       | —                       | 14    | 1     |
| Everton · Chile           | 2.ª        | 2015-16    | —     | —     | 4                | 0                | —                       | —                       | 4     | 0     |
| Everton · Chile           | 1.ª        | 2016-17    | —     | —     | —                | —                | —                       | —                       | 0     | 0     |
| Everton · Chile           | Total club | Total club | 13    | 1     | 5                | 0                | 0                       | 0                       | 18    | 1     |
| Trasandino · Chile        | 3.ª        | 2016-17    | 30    | 3     | —                | —                | —                       | —                       | 30    | 3     |
| Trasandino · Chile        | Total club | Total club | 30    | 3     | 0                | 0                | 0                       | 0                       | 30    | 3     |
| Deportes Pintana · Chile  | 3.ª        | 2017       | 16    | 0     | —                | —                | —                       | —                       | 16    | 0     |
| Deportes Pintana · Chile  | Total club | Total club | 16    | 0     | 0                | 0                | 0                       | 0                       | 16    | 0     |
| Deportes Vallenar · Chile | 3.ª        | 2018       | 18    | 2     | 2                | 0                | —                       | —                       | 20    | 0     |
| Deportes Vallenar · Chile | 3.ª        | 2019       | 23    | 0     | 2                | 0                | —                       | —                       | 25    | 0     |
| Deportes Vallenar · Chile | Total club | Total club | 41    | 2     | 4                | 0                | 0                       | 0                       | 45    | 0     |
| Iberia · Chile            | 3.ª        | 2020       | 15    | 0     | —                | —                | —                       | —                       | 0     | 0     |
| Iberia · Chile            | Total club | Total club | 15    | 0     | 0                | 0                | 0                       | 0                       | 0     | 0     |
| Total club                | Total club | Total club | 115   | 6     | 9                | 8                | 0                       | 0                       | 124   | 6     |
| 1. 2.                     |            |            |       |       |                  |                  |                         |                         |       |       |